# Klaklewo
Klaklewo (dodatkowa nazwa w j. kaszub. Klaklewò) – część wsi Karpno w Polsce,  położona w województwie pomorskim, w powiecie bytowskim, w gminie Lipnica. na Równinie Charzykowskiej, w regionie Kaszub zwanym Gochami na północ od rzeki Boryń.
W latach 1975–1998 Klaklewo administracyjnie należało do województwa słupskiego.